# Race ezredes
Johnny Race ezredes Agatha Christie írónő detektívregényeinek egyik szereplője.
Race ezredes a brit kémelhárítás volt katonatisztje. Sokat utazgatott, élete nagy részét külföldön töltötte – ahogy Christie írja –, „a régi birodalomépítő fajtából való”. Hercule Poirot jó barátja. Race ezredes az írónő négy regényében jelenik meg a nyomozó szerepében, legtöbbször Poirot oldalán, ám egyszer (Gyöngyöző cián) Poirot nélkül, egyedül oldja meg a rejtélyt.
A Halál a Níluson 1978-as filmfeldolgozásában Race ezredest David Niven alakította. Ugyanezen regény 2004-es feldolgozásában James Fox keltette életre. Mivel Fox a Nyílt kártyákkal c. regény 2004-es feldolgozásában nem vállalta el Race szerepét, a karaktert átnevezték Hughes ezredesre, akit Robert Pugh játszott. A Gyöngyöző cián 2002-es filmváltozatában a Race ezredes szerepkörét betöltő Geoffrey Reece ezredest Oliver Ford Davies alakította.
A leghitelesebb és legjobb Race-alakításnak David Nivenét tartják.

## Regények Race ezredes szereplésével
- A barna ruhás férfi (The Man in the Brown Suit, 1924)
- Nyílt kártyákkal (Cards on the Table, 1936)
- Halál a Níluson (Death on the Nile, 1938)
- Gyöngyöző cián (Sparkling Cyanide, 1945)